# Ricardo Bueno
Ricardo Bueno da Silva, mais conhecido simplesmente como Ricardo Bueno, (São Paulo, 15 de agosto de 1987), é um futebolista brasileiro que atua como centroavante. Atualmente, está no Ypiranga de Erechim.

## Carreira

### Início
Ricardo jogou no América, de São José do Rio Preto, em São Paulo, mas um empresário o levou para o futebol paranaense, onde atuou primeiro no Nacional, de Rolândia, antes de ir para o Londrina. Jogou pouco pelo Londrina por causa de uma lesão na coxa direita, que o afastou dos gramados por dez meses. Mesmo assim, em seis jogos, marcou cinco gols. 
Em 22 de abril de 2009, foi contratado pelo Grêmio. Ricardo não estreou pelo Grêmio e foi relacionado para alguns jogos ficando apenas no banco de reservas. 

### Oeste
Em 2010, após não disputar nenhuma partida pelo Grêmio, foi emprestado ao Oeste, clube da primeira divisão de São Paulo. Foi o artilheiro do Campeonato Paulista de 2010, com 16 gols em 19 jogos.[carece de fontes?]

### Atlético Mineiro
Após a boa campanha pelo Paulistão 2010, Ricardo foi contratado em definitivo pelo Atlético Mineiro, que comprou 45% dos seus direitos econômicos, como reforço para o ataque. Sua passagem foi conturbada devido ao jejum de gols e baladas. Reincidiu seu contrato de forma amigável com o Atlético em 2012.

### Palmeiras
O Palmeiras despertou o interesse no jogador e no dia 24 de agosto de 2011, assinou um contrato de empréstimo com a equipe paulistana até maio de 2012 depois do Campeonato Paulista. Em 22 de outubro de 2011, fez o primeiro gol com a camisa do Palmeiras na derrota por 2 a 1 para o Figueirense. Acabou sendo dispensado oficialmente no dia 7 de maio de 2012.

### Atlético Goianiense
Fora dos planos do Galo, acertou com o Atlético Goianiense para a disputa do Brasileirão.

### Nordsjaelland
O atacante é o novo jogador do Nordsjaelland, então campeão dinamarquês. O jogador de 24 anos assinou contrato de seis meses com opção de compra ao final do empréstimo.

### Figueirense
Não adaptado na Dinamarca o atacante Ricardo Bueno assinou com o Figueirense para disputar o Campeonato Brasileiro da Série B em 2013, onde subiu com o Furacão do Estreito para a Série A de 2014. No final de 2014, não teve seu contrato renovado e deixou o Figueira.

### Seongnam
Em janeiro de 2015, acertou com o Seongnam, por uma temporada.

### Joinville
Em julho de 2015, chegou ao Joinville por empréstimo até o final da temporada. Com muitas lesões e baixa produtividade em campo, não conseguiu auxiliar o Joinville na luta contra o rebaixamento.

### Oeste
Em dezembro de 2015, retornou ao Oeste.

### São Bento
Em 2017, acerta com o São Bento para a disputa do Paulistão.

### Santa Cruz
No dia 16 de maio de 2017, é anunciado como novo reforço do Santa Cruz para a disputa da Série B e da Copa do Brasil.

### Retorno ao São Bento
No início de junho de 2018, chega ao São Bento, onde marca três gols em 10 jogos. Em agosto, rescinde contrato para acertar com o Ceará.

### Ceará
Em agosto de 2018, o Ceará acerta com Ricardo Bueno para reforçar o setor ofensivo. Porém, só no início de 2019 o atacante teve destaque depois de se tornar o artilheiro do time e ter boas atuações na campanha do Ceará na Copa do Nordeste de 2019.
Durante o Campeonato Brasileiro de 2019, o técnico do Ceará na época (Enderson Moreira) decidiu por opção técnica, não escalar Ricardo Bueno para as partidas contra Vasco e Bahia. Isso foi um dos pontos cruciais da saída do atleta devido aos poucos minutos jogados em campo a partir dali. Em 25 de junho de 2019 rescindiu seu contrato com o clube, onde atuou em 29 jogos e marcou dez gols, três deles na Série A daquele ano.

### CSA
Após rescindir com o Ceará, Ricardo Bueno acertou com o CSA.

### Operário-PR
Chegou ao Operário-PR em novembro de 2020.
Ricardo Bueno foi artilheiro do time em 2021, com nove gols, e era também o goleador do time, com sete gols marcados, quando se desligou. Em agosto de 2021, deixou o Fantasma após receber uma proposta do Juventude. Pelo clube, fez 16 gols em 40 jogos disputados.

### Juventude
Em agosto de 2021, acerta com o Juventude até o fim de 2022.

### Avaí
No dia 28 de dezembro de 2022, foi apresentado pelo Avaí.
Pelo clube, disputou 16 jogos e marcou um gol.

### Confiança-SE
Em julho de 2023, foi anunciado como novo reforço do Confiança. Na reta final da Série C daquele ano, atuou em sete partidas e marcou um gol com a camisa azulina, renovando seu contrato no final do ano.
Em maio de 2024, acerta a rescisão de contrato em comum acordo com o clube. Ricardo marcou 7 gols pelo clube em 16 jogos, sendo vice-artilheiro do estadual, com seis gols, ajudando a equipe na conquista do título da competição.

### América-RN
Em maio de 2024, acerta com o América-RN para a sequência da Série D do Campeonato Brasileiro.

## Títulos
Londrina
- Copa Paraná: 2008

Palmeiras
- AEGON AJAX Internacional Challenge: 2012[45]

Figueirense
- Campeonato Catarinense: 2014

Confiança
- Campeonato Sergipano: 2024

América de Natal
- Campeonato Potiguar: 2025[46]

## Prêmios individuais
- Troféu de Bronze Top da Bola - Melhor Atacante do Campeonato Catarinense: 2014
- Craque da partida (Ceará SC x Santa Cruz): Copa do Nordeste 2019.

## Artilharias
Oeste
- Campeonato Paulista: 2010 (16 gols)